# Słubice
Słubice là một thị trấn thuộc huyện Słubicki, tỉnh Lubuskie ở tây Ba Lan. Thị trấn có diện tích 19 km². Đến ngày 1 tháng 1 năm 2011, dân số của thị trấn là 18148 người và mật độ 858 người/km².